# Comisión de Monumentos de Vizcaya
La Comisión de Monumentos de Vizcaya fue una institución sin ánimo de lucro, creada en Bilbao, España, por un grupo de científicos y personas influyentes del ámbito cultural, para la catalogación y protección del patrimonio histórico de la provincia de Vizcaya. Fue creada, junto con el resto de Comisiones Provinciales de Monumentos de España, en 1844.

## Historia
Creada, al igual que las del resto del Estado, por Real Orden de 1844, su papel fue meramente testimonial hasta su reorganización en el año 1908, momento en el que sus miembros comenzaron a trabajar sistemáticamente en la elaboración de un catálogo de monumentos históricos y de un inventario de los objetos histórico-artísticos del solar vizcaíno que pudieran reunirse para la formación del Museo Arqueológico de Bilbao.
A partir de una moción presentada el 1 de abril de 1908, por Carmelo de Echegaray y Fernando de Olascoaga, la comisión empezó a editar un boletín trimestral en el que se fueron incluyendo las actas de sus reuniones y los trabajos monográficos presentados por los vocales y colaboradores de dicha comisión. Es a partir de esta fecha cuando puede encontrarse mayor cantidad de documentación sobre la composición y los trabajos de dicha comisión, que fueron de vital importancia para salvaguardar el patrimonio, que ha podido llegar hasta nuestros días, amenazado en ese tiempo por el desconocimiento y la construcción sin miramientos de un crecimiento industrial demasiado rápido para preocuparse por la historia. La publicación se suspendió en 1914 por la Primera Guerra Mundial y volvió a editarse en 1918.
Entre sus muchos logros, está el impulso y seguimiento para la adquisición pública de la Cueva de Santimamiñe, perfectamente orquestada y dirigida por dicha institución.
En total se editaron siete tomos, cuyos contenidos aparecen listados en un cuaderno publicado en 1944 por el ayudante de archivo de dicha comisión: Ángel Rodríguez y Herrero, titulado Índice general. En una publicación promovida por la Junta de Cultura de la Diputación Provincial de Vizcaya, en la imprenta en Casa Dochao de Bilbao.
En este índice se detallan las actas de las diferentes reuniones de la comisión, los trabajos de los investigadores miembros y de las firmas colaboradoras de esta institución como Arístides de Artiñano, Julián de San Pelayo, Pablo Alzola y Minondo, Echegaray, Plaza y Salazar, el sacerdote Vázquez, Fernando Olascoaga Gorostiaga, Ramón Areitio y Teófilo Guiard Larrauri.

## Composición
La comisión estaba formada por historiadores, arqueólogos y especialistas en historia, aunque contaban con colaboradores de otras especialidades. Entre las firmas que encontramos en sus trabajos, figuran: Pablo de Alzola, Arístides de Artiñano, José María de Basterra, Guiot de Beogrant, Ignacio de Belaústegui, Carmelo de Echegaray, Pedro Fernández de Velasco, Teófilo Guiard, Adolfo González de Urquijo, Segundo de Ispizua, Joaquín Mazas, José Ramón Mélida, Fernando de Olascoaga, Carlos de la Plaza y Salazar, Fernando de la Quadra Salcedo, Julián de San Pelayo, Luis María de Uriarte Lebairo, Pedro Vázquez, Eugenio Zameza, entre otros.